# Салиномицин
Салиномицин (новолат. Salinomycin) — ионофорный полиэфирный антибиотик. В качестве пищевой добавки имеет индекс E716.

## Антибиотик
Салиномицин и его производные обладают высокой антимикробной активностью в отношении грамположительных бактерий, в том числе наиболее проблемных штаммов бактерий, таких как метициллинрезистентный золотистый стафилококк, метициллинрезистентный эпидермальный стафилококк и палочка Коха. Салиномицин неактивен против таких грибов, как Candida, и грамотрицательных бактерий.

## Терапия рака

### Доклинические исследования
Салиномицин, как показало исследование, возглавляемое Пиюшем Гуптой (Piyush Gupta) из Институт Броада, убивает стволовые клетки рака молочной железы у мышей по крайней мере в 100 раз эффективнее, чем противораковый препарат паклитаксел. В рамках исследования были проверены 16 тысяч химических соединений и обнаружилось, что лишь небольшое число из них, включая салиномицин и этопозид, нацелены именно на раковые стволовые клетки, ответственные за рост опухоли и её метастаз.
Механизм действия салиномицина и его противоопухолевая активность до конца не изучены. Полагают, что в основе лежит нарушение внутриклеточного баланса катионов, вызванного тем, что сам салиномицин, как нигерицин или монензин, является электронейтральным ионофором. Исследования, проведённые в 2011 году, показали, что салиномицин вызывает апоптоз в разных типах опухолевых клеток человека. В том числе и тех, которые обладают высокой устойчивостью к действию противоопухолевых препаратов. Многообещающие результаты нескольких клинических исследований показывают, что салиномицин способен эффективно убивать раковые стволовые клетки и позволяет преодолевать множественную лекарственную устойчивость опухолевых клеток, обусловленную разными механизмами. Эти свойства делают салиномицин перспективным компонентом новых и более эффективных противоопухолевых препаратов. Было также показано, что салиномицин и его производные имеют антипролиферативную активность против опухолевых клеточных линий, устойчивых к лекарственной терапии. Американская фармацевтическая компания Verastem разрабатывает лекарственные средства против рака стволовых клеток, используя салиномицин и его производные.

## Использование в птицеводстве
Салиномицин используется в птицеводстве в качестве добавки к корму для борьбы с кокцидиями.

## Биосинтез
Команда из Университета Кембриджа клонировала и секвенировала генный кластер, отвечающий за синтез салиномицина, из Streptomyces albus DSM 41398.

## В промышленности
В пищевой промышленности зарегистрирован в качестве пищевой добавки E716.